# 堤町 (八尾市)
堤町（つつみちょう）は、大阪府八尾市の地名。現行行政地名は堤町一丁目から堤町三丁目。住居表示は未実施。
現住所表記に変更される前の大字中野だった地域で、現在の西山本町のほぼ全域および山本町北の一部（1 - 3丁目の西側）、緑ケ丘と旭ケ丘の一部地域も含まれていた。

## 概要
令制国一覧 > 畿内 > 河内国 > 若江郡 > 八尾中野村
かつての中野村、大字中野の一部だったが集落から離れ、田畑だった地域。太平洋戦争後に住宅地として発展。

## 世帯数と人口
2020年（令和2年）3月31日現在（八尾市発表）の世帯数と人口は以下の通りである。
| 丁目       | 世帯数    | 人口    |
| ---------- | --------- | ------- |
| 堤町一丁目 | 346世帯   | 688人   |
| 堤町二丁目 | 427世帯   | 934人   |
| 堤町三丁目 | 358世帯   | 794人   |
| 計         | 1,131世帯 | 2,416人 |

### 人口の変遷
国勢調査による人口の推移。
| 1995年（平成7年）  | 3,034人 | [ 5 ]  |  |
| 2000年（平成12年） | 2,787人 | [ 6 ]  |  |
| 2005年（平成17年） | 2,710人 | [ 7 ]  |  |
| 2010年（平成22年） | 2,618人 | [ 8 ]  |  |
| 2015年（平成27年） | 2,444人 | [ 9 ]  |  |
| 2020年（令和2年）  | 2,347人 | [ 10 ] |  |

### 世帯数の変遷
国勢調査による世帯数の推移。
| 1995年（平成7年）  | 962世帯   | [ 5 ]  |  |
| 2000年（平成12年） | 959世帯   | [ 6 ]  |  |
| 2005年（平成17年） | 1,005世帯 | [ 7 ]  |  |
| 2010年（平成22年） | 1,024世帯 | [ 8 ]  |  |
| 2015年（平成27年） | 993世帯   | [ 9 ]  |  |
| 2020年（令和2年）  | 988世帯   | [ 10 ] |  |

## 学区
市立小・中学校に通う場合、学区は以下の通りとなる（2020年5月時点）。
| 丁目       | 番   | 小学校             | 中学校               |
| ---------- | ---- | ------------------ | -------------------- |
| 堤町一丁目 | 全域 | 八尾市立山本小学校 | 八尾市立上之島中学校 |
| 堤町二丁目 | 全域 | 八尾市立山本小学校 | 八尾市立上之島中学校 |
| 堤町三丁目 | 全域 | 八尾市立山本小学校 | 八尾市立上之島中学校 |

## 事業所
2016年（平成28年）現在の経済センサス調査による事業所数と従業員数は以下の通りである。
| 丁目       | 事業所数 | 従業員数 |
| ---------- | -------- | -------- |
| 堤町一丁目 | 17事業所 | 126人    |
| 堤町二丁目 | 14事業所 | 40人     |
| 堤町三丁目 | 5事業所  | 11人     |
| 計         | 36事業所 | 177人    |

## 交通
- 近鉄バス高砂線 「堤町」停留所

## その他

### 日本郵便
- 郵便番号 : 581-0832[2]（集配局：八尾郵便局[13]）。